# Ōamishirasato
Ōamishirasato (大網白里市 Ōamishirasato-shi?), este un municipiu din Japonia, prefectura Chiba.

La 1 ianuarie 2013 orașul Ōamishirasato a obținut statut de municipiu.